# Conde de los sículos
El conde de los sículos (en húngaro: székelyispán; en latín: comes Sicolorum) fue el señor de los sículos de habla húngara en Transilvania, en el Reino medieval de Hungría. Mencionados por primera vez en las cartas reales del siglo XIII, los condes eran los funcionarios reales de más alto rango en el País Sículo. Desde alrededor de 1320 hasta la segunda mitad del siglo XV, la jurisdicción de los condes incluía cuatro distritos sajones de Transilvania, además de las siete sedes (o unidades administrativas) sículas.
Los condes también tenían importantes castillos fuera de los territorios bajo su administración, incluida su sede en Görgény (actual Gurghiu en Rumania). Eran los comandantes supremos de las tropas sículas; sus campañas militares contra Bulgaria y la Horda de Oro se mencionaron en cartas reales y crónicas medievales. Los condes presidieron las asambleas generales de las sedes individuales de los sículos y de toda la comunidad sícula. También escuchaban apelaciones de las decisiones de la corte suprema del País Sículo.
A partir de finales del siglo XIV, los monarcas húngaros nombraron a dos o tres nobles para ocupar el cargo conjuntamente. Desde la década de 1440, al menos uno de estos titulares conjuntos también se convirtió regularmente en vaivoda de Transilvania, porque las frecuentes incursiones otomanas contra Transilvania requerían la centralización del mando militar de la provincia. En la práctica, los cargos del conde y el vaivoda se unieron después de 1467. Desde finales del siglo XVI, los príncipes de Transilvania (como sucesores de los vaivodas) también se autodenominaron condes de los sículos. Tras la integración del principado con el Imperio Habsburgo, a principios del siglo XVIII, el título quedó en ausencia hasta que la reina María Teresa I de Austria lo revivió a petición de los sículos. La reina y sus sucesores en el trono húngaro llevaron el título hasta 1918.